# Cowell (Australia)
Cowell è una città dell'Australia Meridionale (Australia); sita sulla penisola di Eyre, essa si trova 230 chilometri a nord-ovest di Adelaide ed è la sede della Municipalità di Franklin Harbour.

## Geografia fisica
La cittadina sorge sulle coste centro-orientali della penisola di Eyre, affacciandosi sul porto naturale di Franklin Harbour, un'area di circa 49 km2 che sbocca nel golfo di Spencer tramite due canali ai due lati di Entrance Island per un totale di meno di 100 metri: ciò fa sì che gli effetti della marea e delle onde siano assai meno violenti all'interno della laguna, che infatti come risultato è caratterizzata da distese fangose, acque torbide e mangrovieti. Verso l'interno, il paesaggio è dominato invece da aree agricole, cinte verso i confini nord-orientali della località dalle colline di Minbrie Ranges.
A ovest l'abitato confina con la municipalità di Cleve (a sud-ovest con Arno Bay da Poverty Bay e lungo Boundary Rd, con Cleve dall'incrocio di questa con Mills Rd fino al triplo confine di Boundary Line Hill dove c'è il confine nord-occidentale con la località di Mangalo per una manciata di metri), a nord con Miltalie (da Boundary Line Hill alla collina nota come "The Brothers") e Minbrie, a est con Mitchellville (dalla Lincoln Highway ai silos per lo stoccaggio dei cereali) e Lucky Bay (a sud dei summenzionati silos). Nella porzione costiera sudoccidentale dell'abitato è presente l'enclave di Port Gibbon.

## Storia
Con l'arrivo dei coloni in quella che in seguito sarebbe diventata l'Australia Meridionale a partire dal 1853, l'area riparata di Franklin Harbour sembrò molto promettente come luogo dove fondare un sito di carico e scarico merci via mare, principalmente grano e lana provenienti dall'area agricola circostante.
L'area venne sottoposta ad agrimensura del luglio del 1880 e la nascita ufficiale dell'insediamento, intitolato al cortigiano John Clayton Cowell, venne sancita il 28 ottobre dello stesso anno: i confini della località vennero tuttavia definiti in maniera definitiva solo il 23 dicembre 1998, includendo oltre all'abitato storico di Cowell anche le località non più esistenti di Ferns, Yabmana ed Elbow Hill.
Nel 1881 venne costruito il primo molo per convogliare le merci sulle imbarcazioni: per tutta la sua esistenza il molto antico venne considerato inefficiente e, nonostante la costruzione di un nuovo molo nel 1913, esso non venne demolito fino al 1975 e adibito a piattaforma per la pesca sportiva.
Nel 1965 venne scoperto nelle Minbrie Ranges un giacimento di giada su un'area di circa 9 chilometri quadrati.
Il 22 gennaio 1976 la penisola delimitante l'area meridionale del Franklin Harbour e 4 isole circostanti (fra le quali Entrance Island), corrispondente ai lotti 258-259-260-261 della centena di Playford, venne dichiarata riserva naturale integrale col nome di Franklin Harbor Conservation Park.

Dal 2012 il parco è stato a sua volta incluso nel neoistituito Franklin Harbor Marine Park.
A partire dal XXI secolo le acque del Franklin Harbour sono state sfruttate per l'acquacoltura dell'ostrica del Pacifico.

## Monumenti e luoghi d'interesse

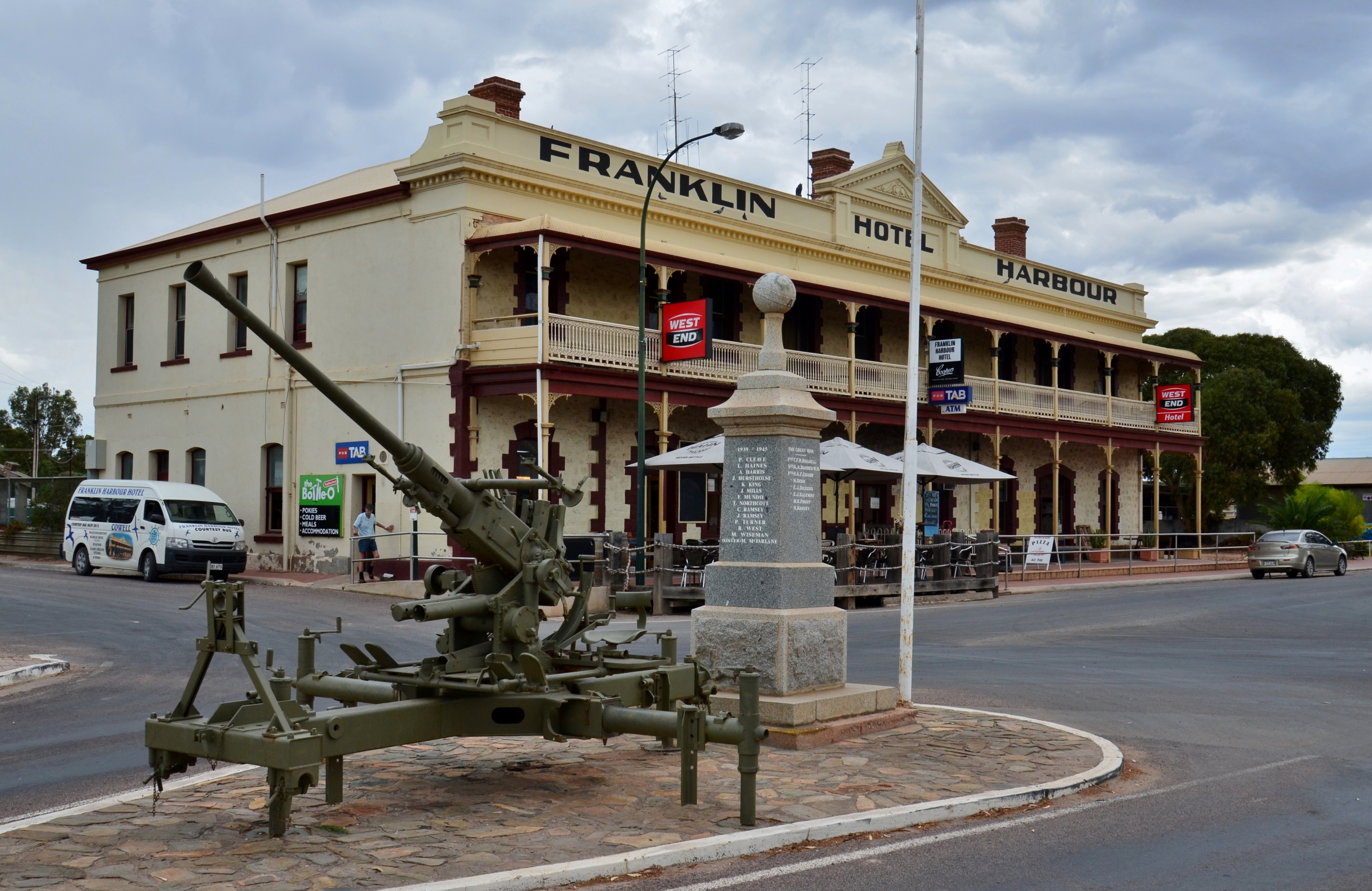
Il Franklin Harbour Hotel oggi.

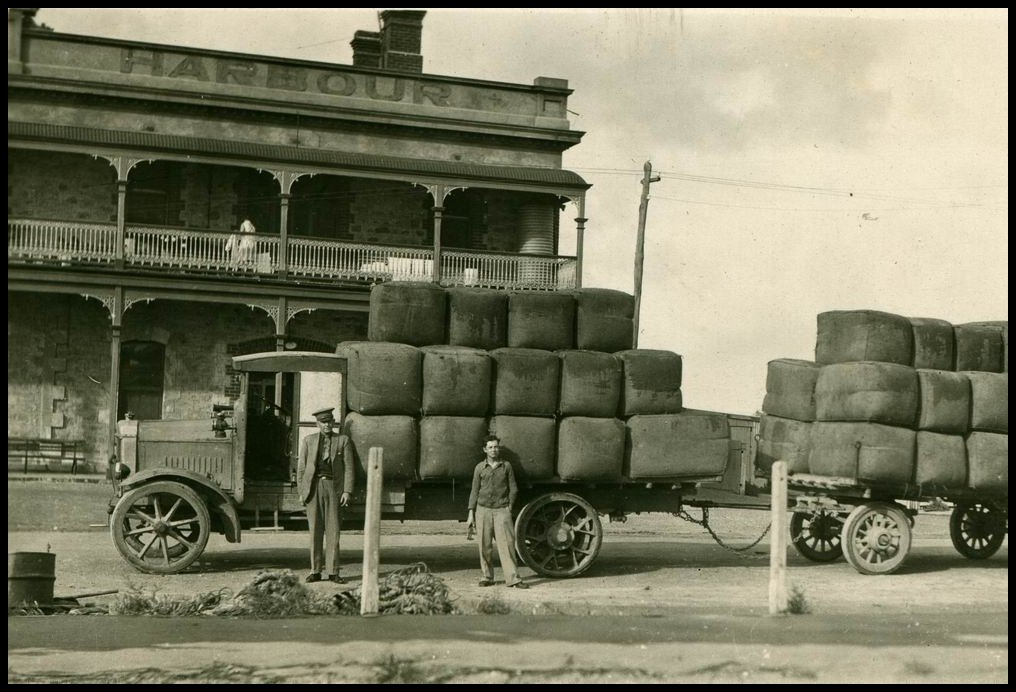
Carico di lana con il Franklin Harbour Hotel sullo sfondo in una foto del 1932.

Cowell presenta un sito ascritto al South Australian Heritage Register, il Franklin Harbour Hotel sulla Main Street.